# Кобајакава Хидејаки
Кобајакава Хидејаки (1577-1602), јапански великаш и војсковођа из периода Азучи-Момојама и Едо, и синовац регента Тојотоми Хидејошија.

## Биографија
Рођен као синовац јапанског диктатора Тојотоми Хидејошија, Хидејаки је постао усвојени син и наследник Кобајакава Такаге-а, господара провинције Чикузен. Са само двадесет година постављен је за врховног заповедника током друге јапанске инвазије Кореје (1597), и током операција озбиљно се завадио са Ишида Мицунаријем. То је имало озбиљне последице у бици код Секигахаре (1600): иако је као Хидејошијев синовац испрва подржао Западну армију (присталице његовог малолетног рођака Тојотоми Хидејорија), Хидејаки је одбио да се укључи у борбу и у критичном тренутку је са својом војском прешао на другу страну. Његова издаја сматра се кључним фактором који је донео победу Токугава Ијејасу-у. Као награду добио је посед са приходом од 520.000 кокуа у провинцијама Бизен и Мимисака.